# Britta Schall Holberg
Britta Caroc Schall Holberg (født 25. juli 1941 i Glumsø, død 23. februar 2022) var en dansk politiker fra Venstre, som var medlem af Folketinget i sammenlagt 20 år og i to omgange var minister.
Hun blev født i Glumsø på Midtsjælland, som datter af Preben Claus Caroc Schall Holberg og Gudrun Ryder. Hun var gift med overlærer Jørgen Hansen (1940-2021), med hvem hun fik to sønner.
Hun var hofjægermester og fra 1984 Kommandør af Dannebrogordenen. Fra 1977 til 2009 ejede hun Hagenskov ved Assens.

## Politisk karriere

### Lokalpolitiker
Holberg var medlem af Venstre fra 1967 og var medlem af partiets hovedbestyrelse fra 1970 til 1988. Hun var medlem af byrådet i Holbæk Kommune (1970-2006) og formand for Venstres byrådsgruppe fra 1970 til 1978. Hun købte Hagenskov Gods af sin far i 1977 og flyttede til Fyn hvor hun blev medlem af byrådet og viceborgmester i Assens Kommune (1970-2006) fra 1978.

### Minister og folketingsmedlem
Hun blev som viceborgmester udnævnt til indenrigsminister i Poul Schlüters første regering i 1982. Hun var Danmarks første kvindelige indenrigsminister.
I 1986 skiftede hun fra at være indenrigsminister til at blive Danmarks første kvindelige landbrugsminister. I den periode var hun flere gange i strid med miljøminister Christian Christensen (Kristeligt Folkeparti) om landbrugets miljøpåvirkninger. Det kulminerede da regeringen i 1987 gennemførte Vandmiljøplan I som reducerede de tilladte udledninger af næringsstoffer fra landbruget. Holberg og andre Venstre-politikere mente at planen var skadelig for landbruget. Efter vedtagelsen viste det sig at Landbrugsministeriet havde manipuleret med tal for landbrugets kvælstofforurening så landbrugets andel af forureningen kom til fremstå som mindre end den var. Holberg blev fyret som minister efter folketingsvalget i 1987.
Hun tog initiativ til oprettelsen af Etisk Råd i 1987. Anledningen var debatten som fulgte efter at det første danske reagensglasbarn blev født i 1984.
Hun var blevet valgt til Folketinget ved Folketingsvalget 1984 mens hun var minister, og genvalgt i 1987, men efter fyringen som minister, genopstillede hun ikke til Folketinget som hun forlod i 1988. Hun genopstillede i 2005 og var igen medlem af Folketinget fra 2005 til 2011.
Britta Schall Holberg er måske bedst kendt for sin rolle som den ansvarlige minister under Blødersagen. Det blev i 1984 opdaget at AIDS kunne smitte gennem medicin til blødersyge som indeholdt blodplasma. Blodplasmaet kunne gøres smittefrit ved screening og varmebehandling, men denne praksis blev først indført i 1986. Bløderforeningen lagde i 1987 sag an mod blandt andet Indenrigsministeriet for anvendelse af ikke-screenet donorblod. Sagen blev først endeligt afgjort i 1996 hvor Østre Landsret frifandt Britta Schall Holberg og de andre anklagede.